# Вірний радник
«Ві́рний ра́дник» (порт. Leal Conselheiro) — португальський етико-дидактичний трактат. Написаний португальським королем Дуарте близько 1438 року на прохання його дружини-королеви Леонори Арагонської. Має форму збірки есеїв — моральних настанов, роздумів, листів та письмових порад. Складений на основі приватних нотаток короля, які він вів протягом життя. Задуманий як підручник з етики та моральних орієнтирів для наступних монархів та придворних. Серед тем — віра і розум, людські чесноти і вади, подружнє життя і зрада, методи перекладу тощо. Складається з 103 глав. На відміну від тогочасних моралізаторських трактатів не має чіткої структури. Написаний простою розмовною португальською мовою, з відмінним хистом. Оригінальний рукопис трактату, до якого входить також книга Дуарте з верхової їзди, зберігається у Парижі, в Національній бібліотеці Франції; він був вивезений з Португалії королевою Леонорою після смерті чоловіка. Вперше опублікований 1842 року в Парижі коштом Жозе Інасіу Рокете на основі паризького рукопису, з допомогою Мануела де Барруша. Інший список, що містить деякі глави трактату, а також ряд дрібних праць Дуарте, входить до так званої «Еворської книги» Національного архіву Португалії. Цінна пам'ятка португальської пізньосередньовічної літератури.

## Рукопис
- Duarte I er, roi du Portugal. Leal Consselheiro, Livro da enssynança de bem cavalgar toda sela [Архівовано 27 березня 2019 у Wayback Machine.] (Biblioteca Nacional de França: Département des manuscrits. Portugais 5).

## Списки
Duarte, rei de Portugal. Leal Conselheiro
- Paris, Bibliothèque Nationale de France, Fonds portugais 5, f.1-96 [séc. XV (1433-1438?)][1]
- Lisboa, Biblioteca Nacional de Portugal, ALC. 386 (olim CCIX), f. [1], excerpto-cap. 94 [séc. XV (meados)][1]
- Lisboa, Biblioteca Nacional de Portugal, COD. 9164, f. [I-II], excerpto-cap. 60 [séc. XV (1433-1438?)][1]
- Lisboa, Arquivo Nacional Torre do Tombo, Livraria № 1928, excerptos vários. 60 [séc. XVI][1]
- Lisboa, Biblioteca Nacional de Portugal, COD. 3390, excerptos vários. 60 [séc. XVIII][1]

## Видання
1. Leal conselheiro, o qual fez dom Duarte, pela garça de deos rei de Portugal e do Algarve, e senhor de Ceuta, a requerimento da muito excellente rainha dona Leonor sua mulher. Sequido do Livro da ensinança de bem cavalgar toda sella, que fez o mesmo rei, o qual começou em sendo infante. Precedido d'uma introducção, illustrado com várias notas, e publicado debaixo dos auspicios do excellentissimo senhor visconde de Santarem, Socio da Academia Real das Sciencias de Lisboa, do Instituto de França, etc, etc. Fielmente trasladado do manuscrito contemporaneo, que se conserva na Biblioteca Real de Pariz, revisto, addicionado com notas philologicas e um glossário das palavras e das phrases antiquadas e obsoletas que nelle se encontrão. E impresso à custa de J. I. Roquette, presbytero. Pariz, em casa de J. P. Aillaud, Quai Voltaire, e em Portugal, em casa de todos os mercadores de livros de Lisboa, Porto e Coimbra. MDCCCXLII. [1842]. – XXVII, 672 p. Glossario: pp. 659-699.

- Duarte de Portugal. Leal consselheiro. Lisboa: Editora Rollandiana, 1843.  [Архівовано 27 березня 2019 у Wayback Machine.]
- Duarte. Leal conselheiro. Actualização ortográfica, introd. e notas de João Morais Barbosa.  Lisboa: Imp. Nac – Casa da Moeda, 1982.